# 베릴 머서
베릴 머서(Beryl Mercer, 1882년 8월 13일 ~ 1939년 7월 28일)는 미국의 배우이다. 스페인 세비야에서 태어났으며 미국 샌타모니카에서 사망하였다. 포리스트 론 메모리얼 파크에 매장되었다.

## 영화
- 배스커빌가의 개 (1939년)
- 소공녀 (1939년)
- 나이트 머스트 폴 (1937년)
- 제인 에어 (1934년)
- 버클리 스퀘어 (1933년)
- 캐벌케이드 (1933년)
- 미드나잇 모랄스 (1932년)
- 스밀린 스루 (1932년)
- 인스퍼레이션 (1931년)
- 이스트 린 (1931년)
- 공공의 적 (1931년)
- 인 게이 매드리드 (1930년)
- 서부 전선 이상 없다 (1930년)